# Віян Пейман
Віян Пейман (уродж. Гюлістан Талі Цінганло) — курдська співачка та боєць Загонів захисту жінок (YPJ), яку було вбито в боротьбі з Ісламською державою Іраку та Леванту (ІДІЛ) у Сирії в 2015 році.

## Життєпис
Цінганло народилася у місті Маку в Іранському Курдистані. До громадянської війни в Сирії працювала вчителькою. Цінганло співала народні пісні й писала власну музику в традиційному курдському народному стилі. Віян була відома як dengbêj, народна співачка або оповідачка, завдяки своїм пісням про опір курдів Ісламській державі під час конфлікту між Рожавою та ісламістами, а також про її загиблих товаришів.
Віян Пейман була двічі поранена — в ногу та живіт, але повернулася, щоб продовжити бойові дії. Вона розповіла NBC News, що воювала в облозі Кобане за жінок Близького Сходу: «Ми стоїмо і боремося, особливо тут, на Близькому Сході, де до жінок ставляться як до неповноцінних. Ми стоїмо тут як символ сили для всіх жінок регіону».
Загинула під час боротьби з Ісламською державою 6 квітня 2015 року. Битва за Кобане завершилася в січні 2015 року, Цінганло було вбито в місті Сере Каніє на сирійсько-турецькому кордоні, куди вона прибула в середині лютого. Поховали на кладовищі мучеників Шехіт Рустема Куді в Дірбесії. Багато художників у всьому світі висвітлювали життя Цінганло у своїх роботах після її смерті.
Курдський музикант Шахріяр Джамшіді присвятив її свою композицію «Viyan» зі свого альбому My Sunset-Land ROJAVA, який вийшов у 2020 році, відзначаючи життя курдської співачки з Ірану, де існують законодавчі обмеження на публічний спів жінок.

## Ресурси
Віян Пейман співає в Кобане [Архівовано 21 березня 2022 у Wayback Machine.] на YouTube